# Johannes Sevket Gözalan
Johannes Sevket Gözalan (* 14. Februar 1960) ist ein deutsch-türkischer Manager. Er ist Gründer und Geschäftsführer der European Games Group AG und Gründer der Playata GmbH. Von Oktober 2005 bis März 2009 war er Vorstandsvorsitzender des Fürther Unternehmens Computec Media.

## Werdegang

### Leben
Nach Erwerb der Fachhochschulreife im Bereich Wirtschaft in München und anschließender Trainee-Ausbildung in einem Wirtschaftsprüfungsunternehmen absolvierte Gözalan ein berufsbegleitendes Studium in Betriebswirtschaftslehre, Marketing und Recht.
Gözalan leitete von 1981 bis 1985 mehrere Familienunternehmen, vorrangig in der Film- und TV-Produktion.
1987 gründete Gözalan die türkische Niederlassung von Warner Bros. und Warner Home Video. Zeitgleich baute er ein Unternehmen auf, das den Vertrieb von Columbia Pictures in der Türkei übernahm. Als Mitglied des European Marketing and Antipiracy Board half er Strategien zur Eindämmung von Schwarzkopien zu entwickeln. Er setzte zudem durch, dass die türkische Landeszentralbank Umsatzanteile aus dem Kinogeschäft als Lizenzen an die ausländischen Mutterunternehmen überwies. Mit der allmählichen Öffnung der Märkte im Osten wurde er Ende 1988 als Regional Director Eastern Europe and New Markets von Warner eingesetzt.
Von 1990 bis 1994 war Gözalan als Geschäftsführer verschiedener Tochterunternehmen der Hamburger PolyGram tätig. In dieser Zeit trieb er federführend die Unternehmensentwicklung und den Bereich Neue Medien voran und war zuständig für Logistik, Vertrieb sowie die Polymedia GmbH. Er wechselte 1994 auf die internationale Ebene und stand der PolyGram International (seit 1999 Universal) in London als Vice President Continental Europe unter anderem im Bereich New Technology vor. Ab 1997 war er parallel dazu als CEO der Universal Turkey tätig. Diese Position behielt er bis 2001 inne. Von 2000 bis 2001 arbeitete er zusätzlich als freier Berater beispielsweise für die Ergo Versicherungsgruppe mit Schwerpunkt auf Film-, Fernseh- und Musik-Mediafonds und für die Münchner Burda Digital GmbH.
Anschließend an ein Sabbatjahr entschloss er sich im zweiten Halbjahr 2002 im Rahmen der Bundestagswahl unentgeltlich den Grünen-Politiker Cem Özdemir und den Bundesvorstand Bündnis 90/Die Grünen in Berlin als Zielgruppen- und PR-Berater zu unterstützen.
Von November 2002 bis Dezember 2004 war Gözalan als Vorsitzender der Geschäftsführung beim Süddeutschen Verlag Hüthig Fachinformation GmbH für den Turnaround, die Optimierung des Portfolios und die Konzentration auf die Kerngeschäfte verantwortlich. Im Anschluss an diese Tätigkeit war Gözalan bis August 2005 als Berater der VCL Communications mit Schwerpunkt auf Theatrical, Video Distribution und Production tätig.
Von 2005 bis 2009 war er Vorstandsvorsitzender von Computec Media. Gözalan legte sein Vorstandsmandat bei Computec nieder und verließ das Medienunternehmen zum 31. März 2009 auf eigenen Wunsch. Sein Nachfolger wurde Albrecht Hengstenberg, zuvor Mitglied des Aufsichtsrats der Gesellschaft. Gözalan berät Aufsichtsrat und Vorstand künftig in strategischen Fragen.
Anschließend gründete er die Unternehmen Playata GmbH und European Games Group AG, die er als Geschäftsführer leitet. Gözalan engagiert sich im Kreativpakt e. V., einem Verein zur Verbesserungen der Rahmenbedingungen für die Kreativwirtschaft.
Aufgrund seiner „Innovationskraft und unternehmerischer Initiative“ wurde Gözalan von Frank-Walter Steinmeier als „Top-Kreativer“ mit dem Innovationspreis 2012 der Arbeitsgemeinschaft der Selbständigen ausgezeichnet. Gözalan ist Mitglied der SPD.
Im Oktober 2015 legte Gözalan sein Amt als Geschäftsführer der Playata GmbH nieder, sein Nachfolger wurde Mathias Fabian.